# Sant Sarnin de la Vaur
Sant Sarnin de la Vaur (en francès Saint-Sernin-lès-Lavaur) és un municipi francès situat al departament del Tarn i a la regió d'Occitània.

## Demografia
| 1962                                       | 1968 | 1975 | 1982 | 1990 | 1999 | 2006 |
| ------------------------------------------ | ---- | ---- | ---- | ---- | ---- | ---- |
| 54                                         | 82   | 94   | 74   | 79   | 96   | 120  |
| Des de 1962: població sense dobles comptes |      |      |      |      |      |      |

## Administració
| Període   | Identitat        | Partit |
| --------- | ---------------- | ------ |
| 2001-2008 | René Algans      |        |
| 2008-     | Jean-Claude Cano |        |